# 牟君才
牟君才（？—？），薛举将领，浅水原之战时在折墌城和李世民所部对峙，在粮尽后率所部投靠唐。

### 书目
- 旧唐书
- 新唐书

### 引用
1. ↑  《旧唐书》本纪第二：“贼粮尽其将牟君才梁胡郎来降”
2. ↑  《新唐书》列传第十一：“久之仁杲粮乏挑战不许其将牟君才内史令翟长愻以众降”